# Гернум
Гернум (нім. Hörnum) — громада в Німеччині, розташована в землі Шлезвіг-Гольштейн. Входить до складу району Північна Фризія. Складова частина об'єднання громад Ландшафт-Зильт. Займає південну частину острова Зильт.
Площа — 6 км2. Населення становить 917 ос. (станом на 31 грудня 2020).

## Галерея

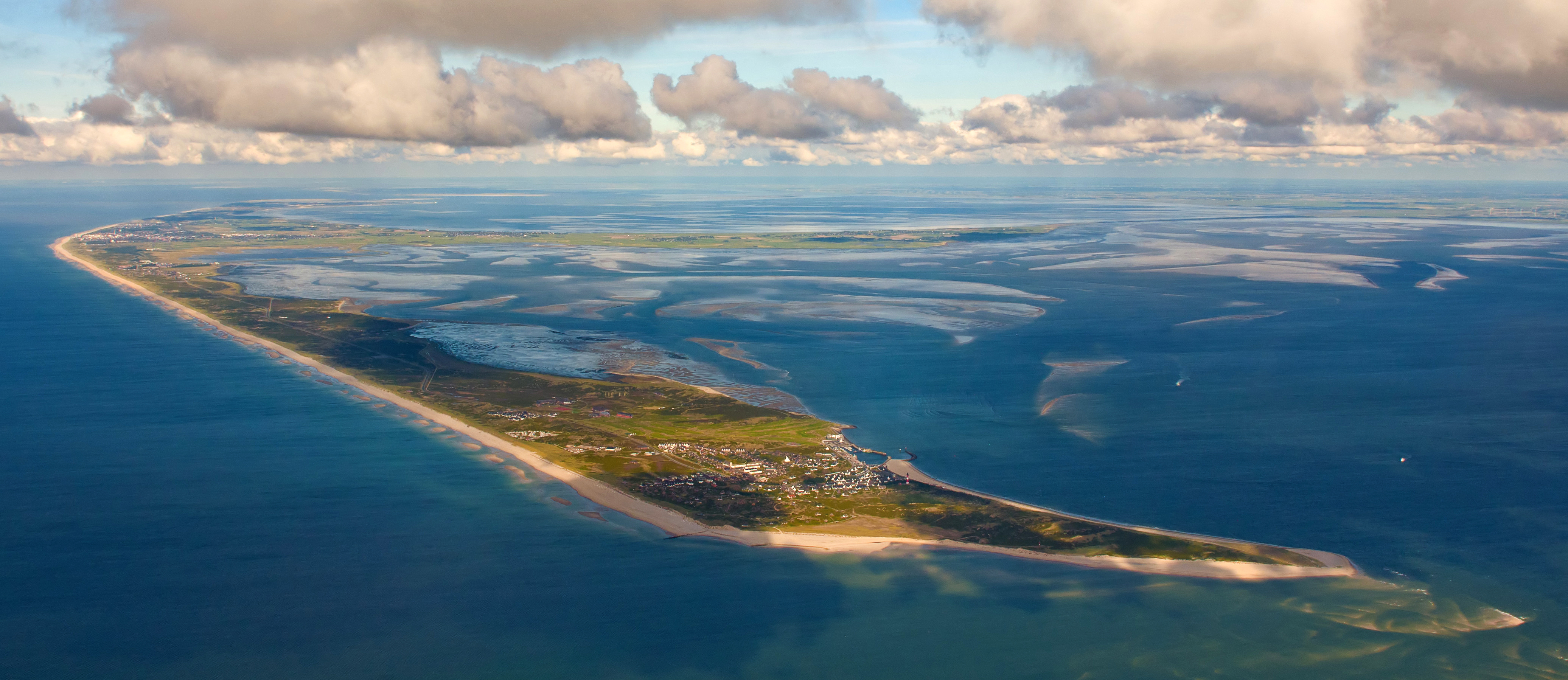
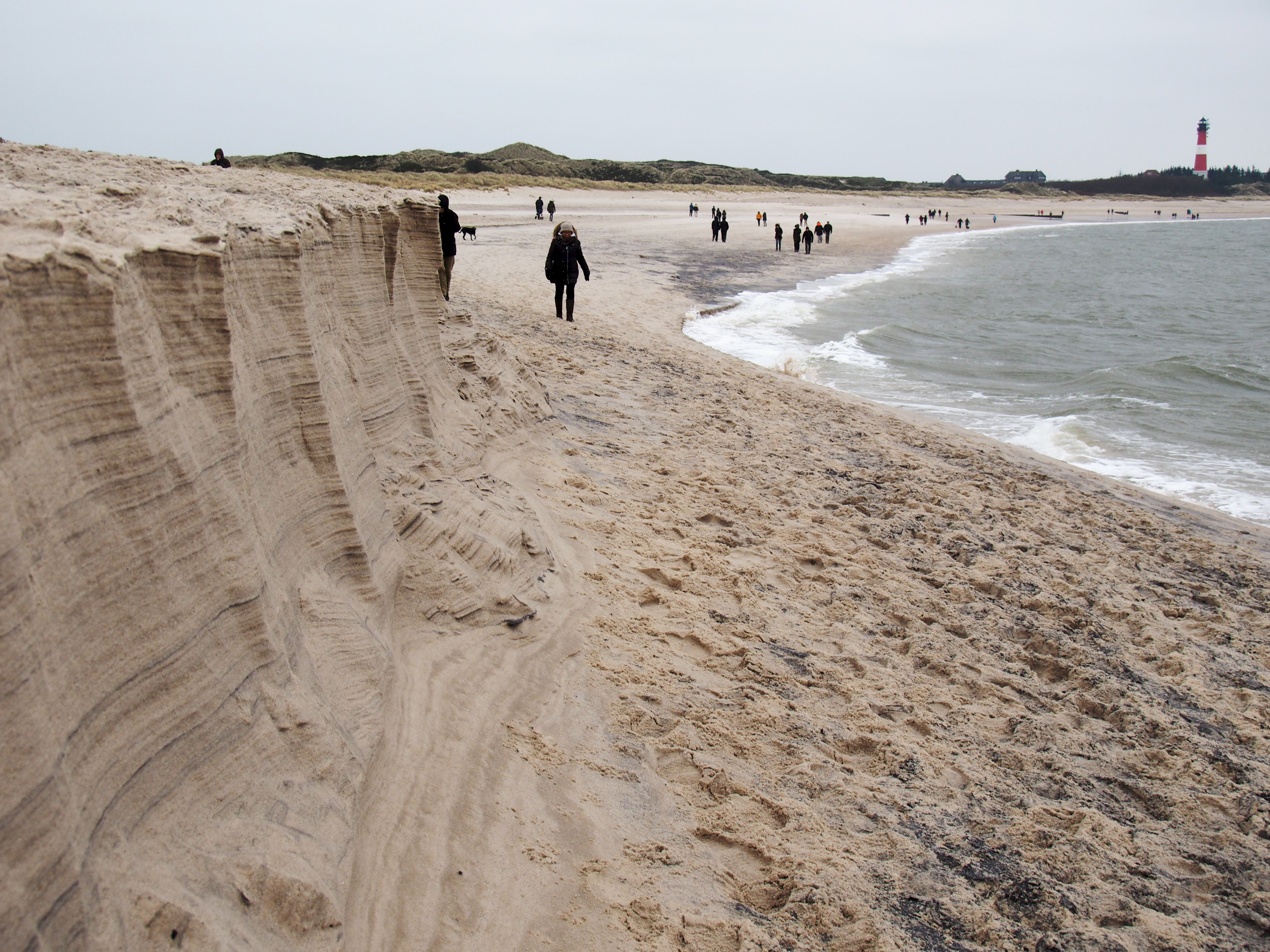
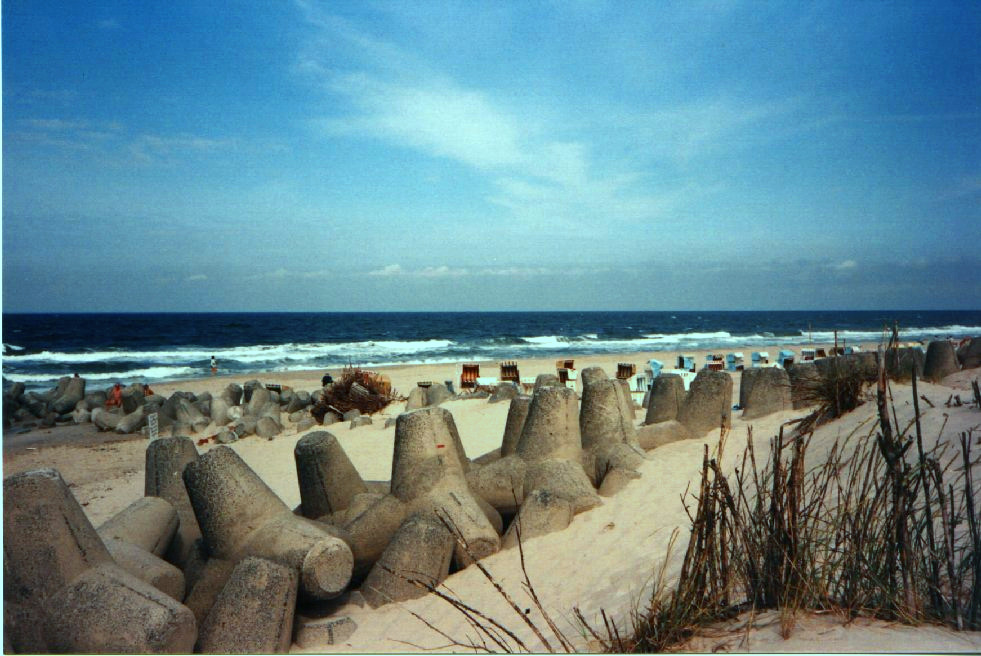
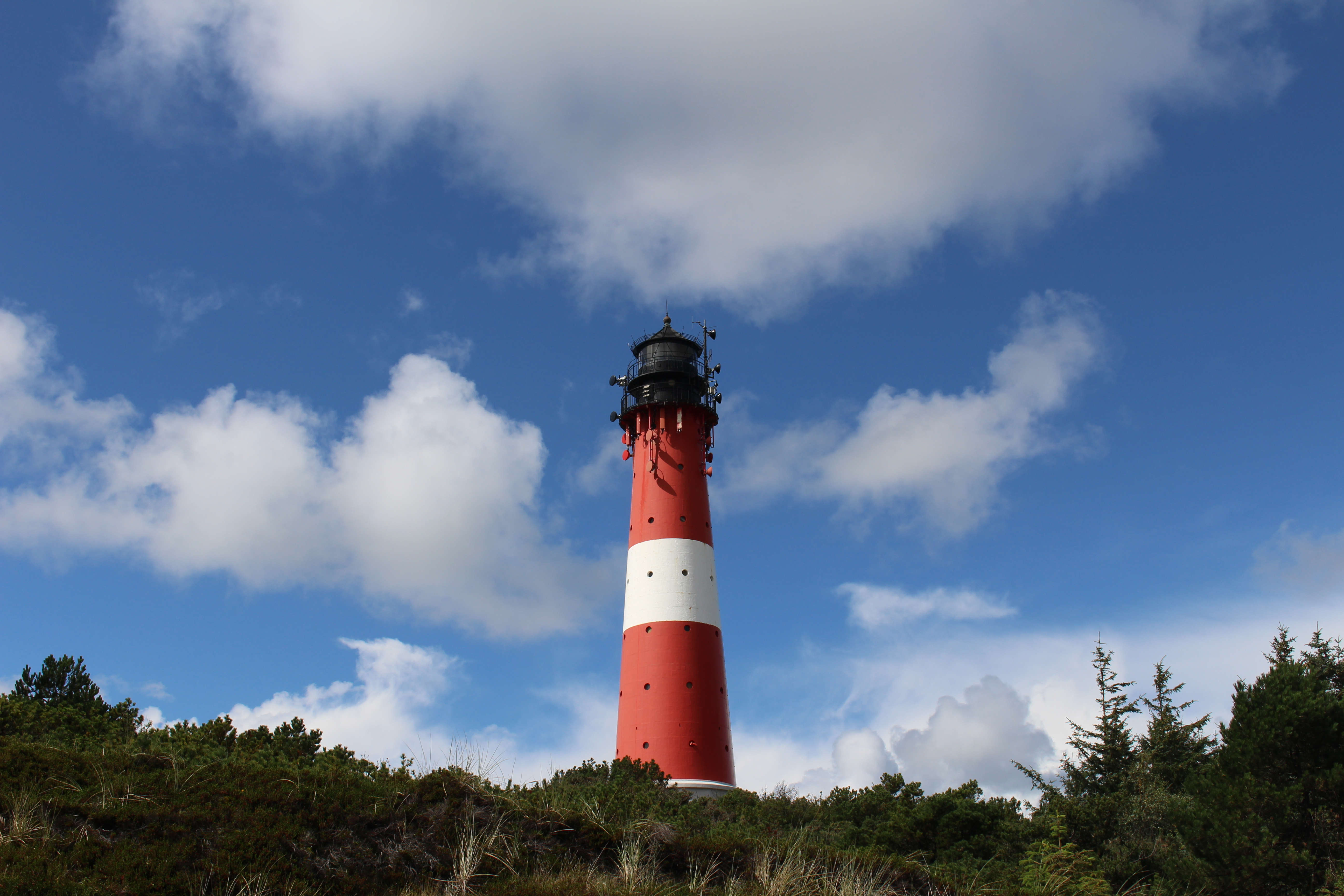
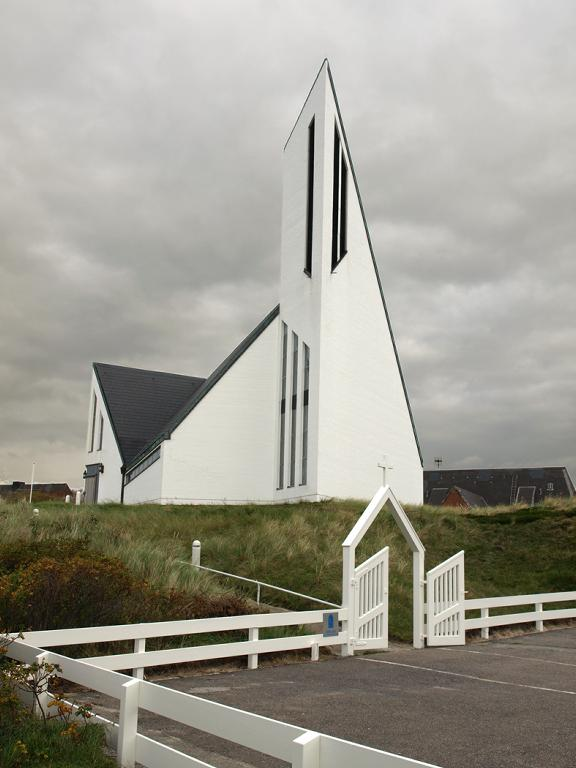
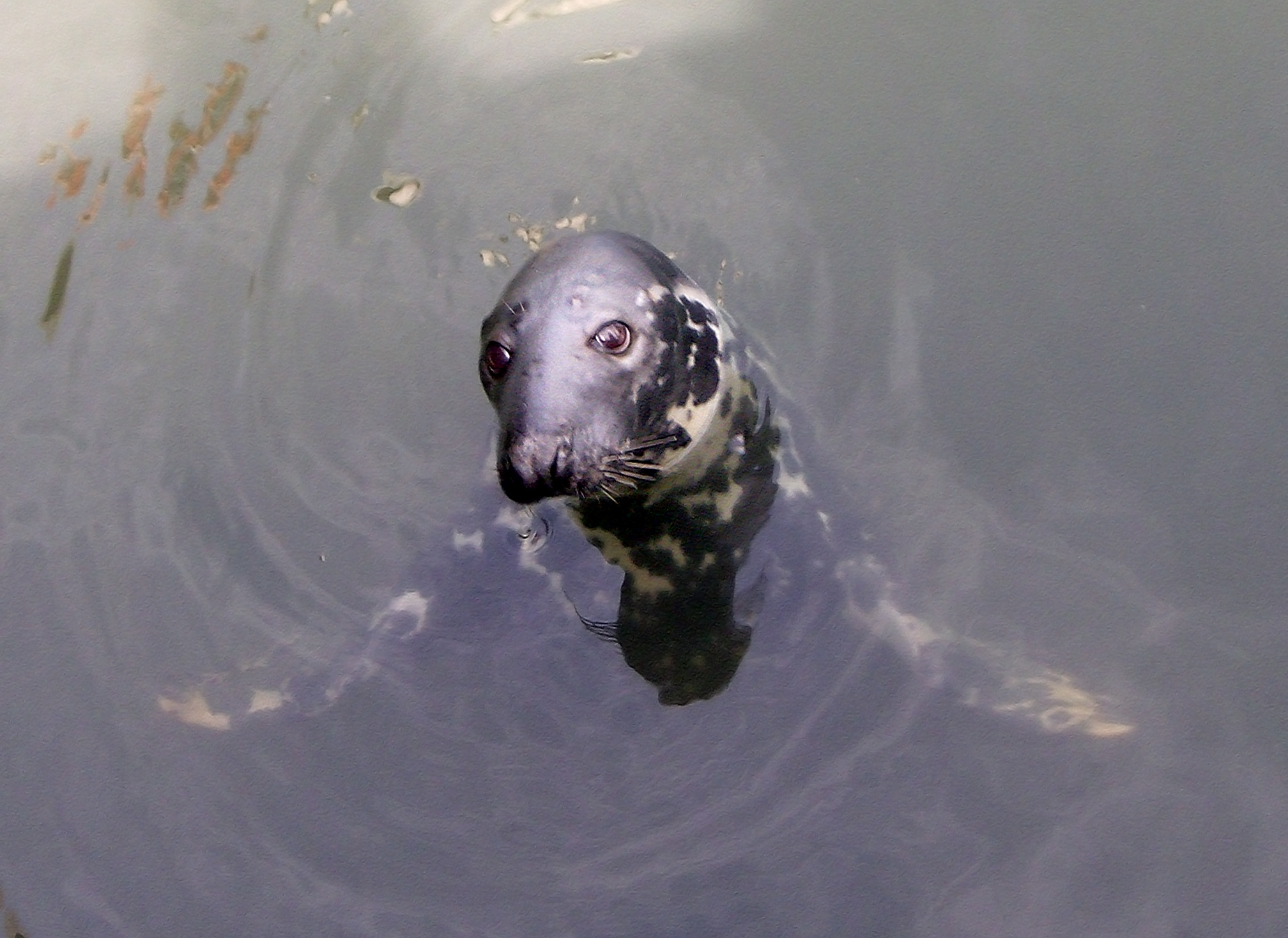